# لایوش شانتا
لایوش شانتا (مجاری: Lajos Sántha; ۱۳ ژوئیهٔ ۱۹۱۵ – ۲۱ ژوئن ۱۹۹۲) ژیمناست هنری اهل مجارستان بود.
وی در مسابقات کشوری و بین‌المللی در مجموع برندهٔ ۱ مدال برنز شده‌است.